# 庞同善
庞同善（?—?），唐朝将领，并州太原（今山西省太原市）人。他是庞卿惲的儿子。
龐同善担任左金吾衛將軍。乾封元年（666年）六月，高句麗泉男生請內附，唐高宗任命右驍衛大將軍契苾何力為遼東安撫大使，率兵援助。龐同善、營州都督高侃為遼東道行軍總管，左武衛將軍薛仁貴、左監門衛將軍李謹行為後援。泉男生弟泉男建率高句丽国人攻打庞同善等，高宗命薛仁贵统兵为后援。庞同善等至新城，夜里被高句丽军袭击。薛仁贵领骁勇赴救，斩首数百级。九月，庞同善等又进至金山，为高句丽所败，不敢前进，高句丽乘胜而进。薛仁貴斬首五千，攻克南蘇、木底、蒼巖三城，与泉男生會軍。以李勣為遼東道行軍大總管兼安撫大使，與契苾何力、龐同善并力。乾封三年二月，李勣率薛仁貴攻克扶餘城，其他三十城全部归顺。龐同善、高侃守新城，泉男建派兵襲击，薛仁貴救高侃，戰于金山，不勝。
唐高宗問贾言忠諸將优劣，贾言忠回答：「李勣先朝舊臣，陛下所知悉。龐同善雖非鬬將，而持军严整。薛仁貴勇冠三军，名可振敌。高侃俭素自处，忠果有谋。契苾何力沉毅持重，有统御之才，但是有忌前之癖。诸将夙夜小心，忘身忧国，莫过于李勣者。」
庞同善官至右金吾衛大将军。庞同善的儿子庞敬嗣，都水使者；女儿庞氏嫁给窦孝谌，即唐玄宗的外祖母。侄子庞承宗，开元初年，为太子宾客。